# اوپل آنتارا
اوپل آنتارا (Opel Antara) خودرویی است که از سال ۲۰۰۶ تا کنون در کره جنوبی، سن پترزبورگ و روسیه تولید شده‌است. طراحی آن موتور جلو، خودرو محور جلو و خودرو چهار چرخ محرک بوده‌است. سیستم جعبه‌دندهٔ آن ۵ دنده به دو صورت خودکار و دستی است.

## نگارخانه

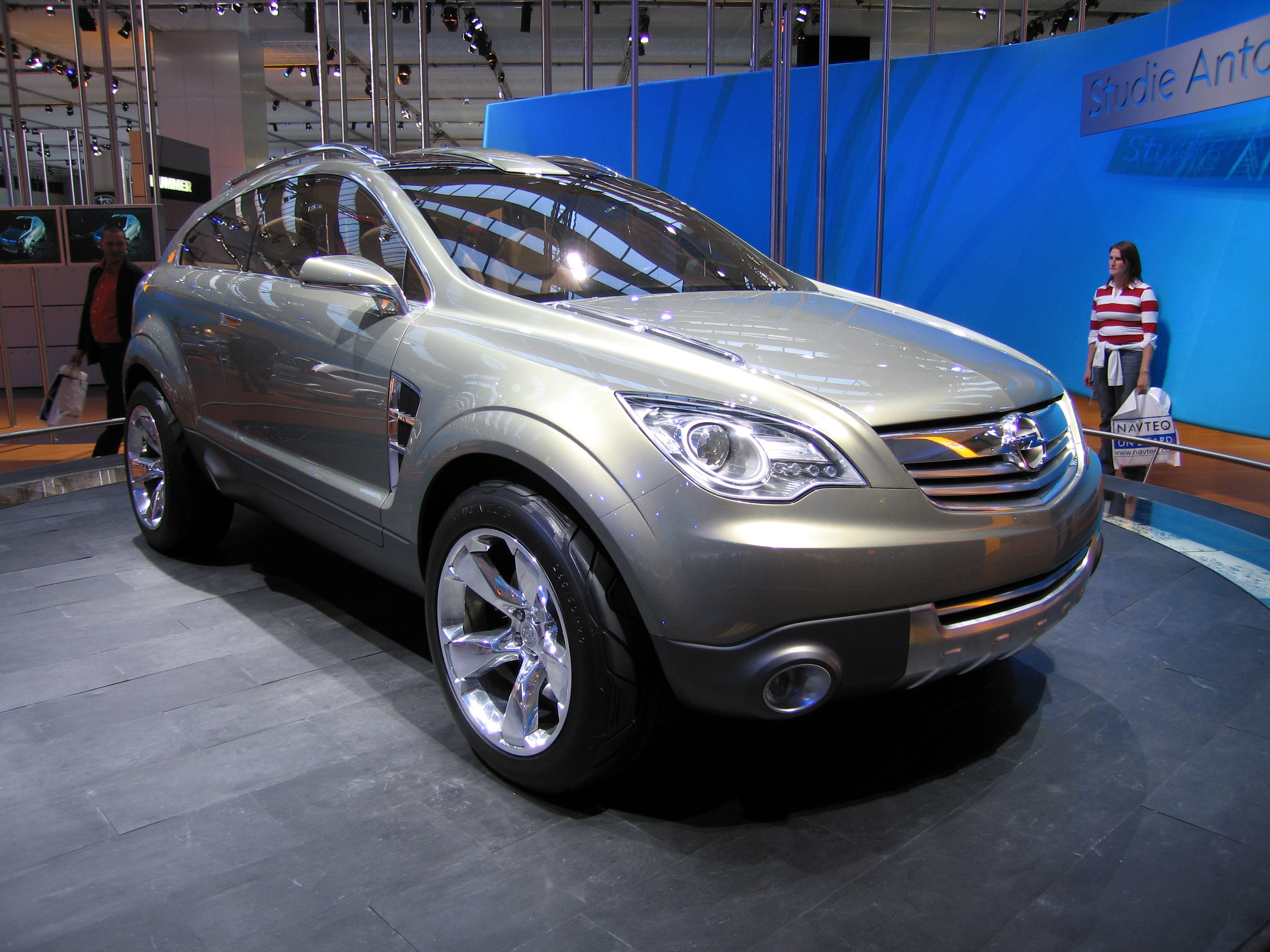
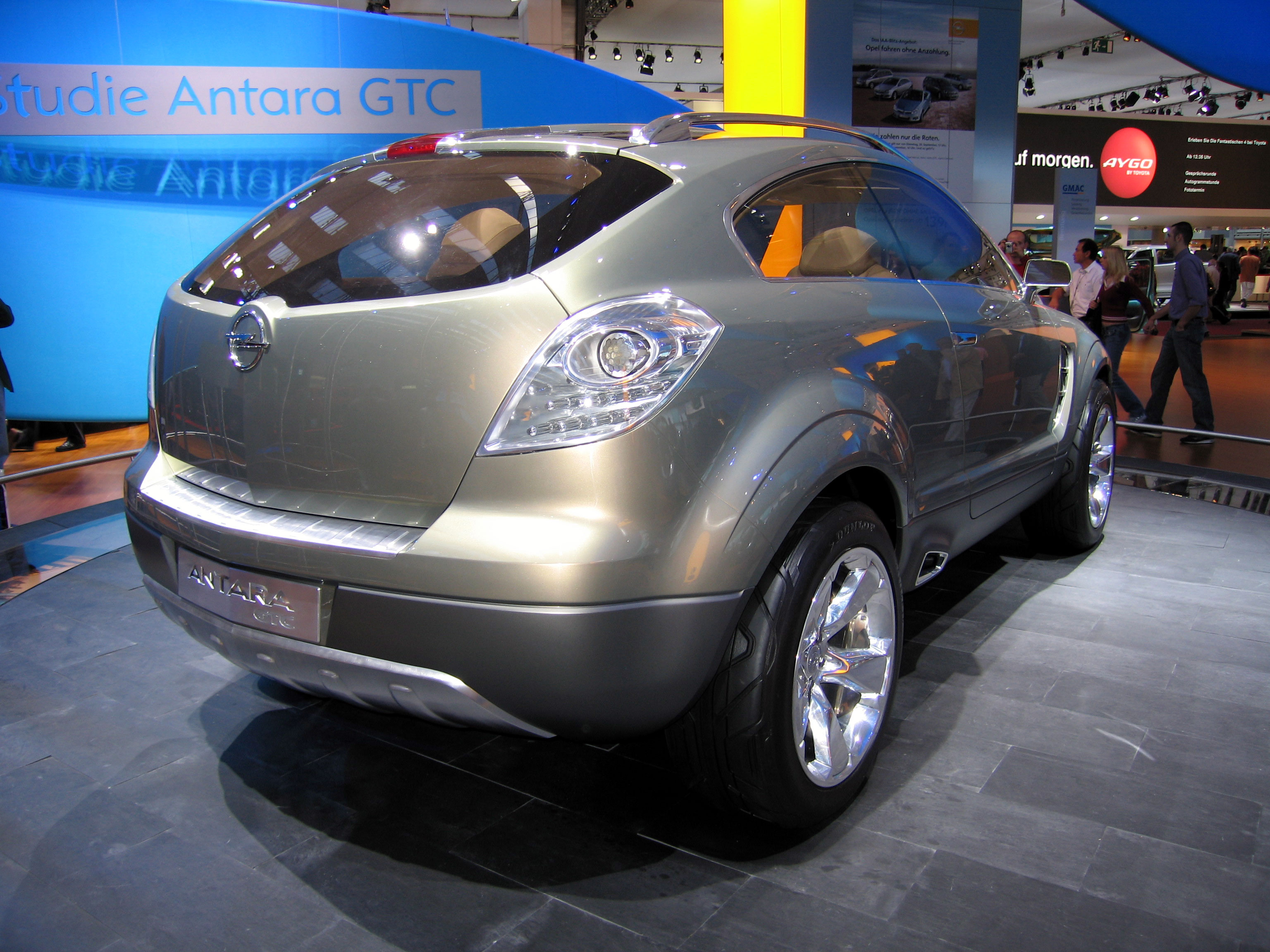
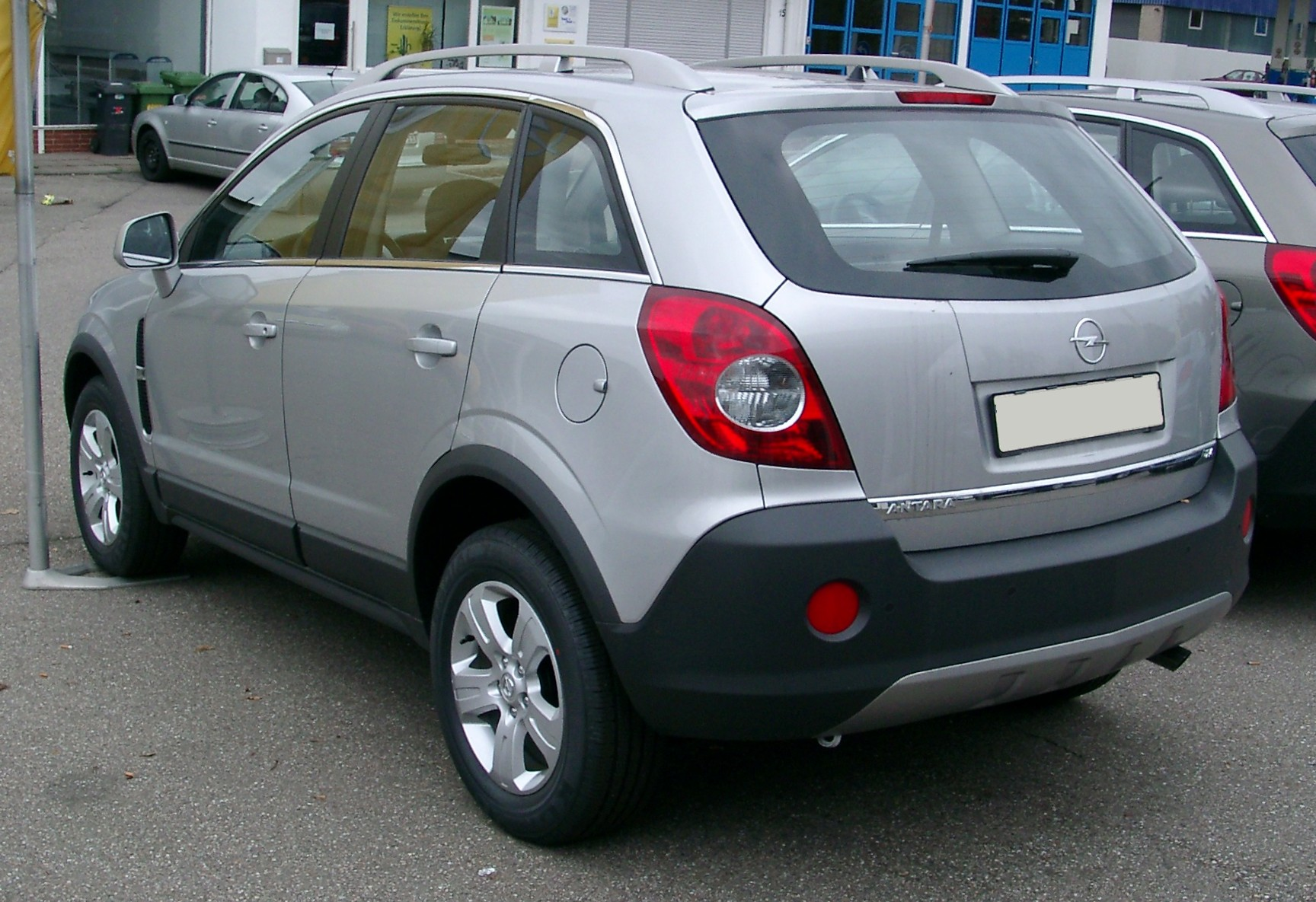